# Joseph Séguy
Joseph Séguy (Rodez, 1689 – Meaux, 21 marzo 1761) è stato un presbitero, abate, poeta predicatore francese.
Sacerdote della Chiesa Cattolica, fu nominato abate e eletto membro dell'Academia francese. Séguy aveva un fratello di nome ignoto, amico di Jean-Baptiste Rousseau e curatore dell'edizione postuma della sua opera, pubblicata nel 1743.

## Biografia
Nel 1729, l'abate e predicatore di corte Joseph Séguy tenne il tradizionale discorso celebrativo del re Luigi il Santo davanti all'Accademia di Francia. Essendo di modesta estrazione sociale, fu insignito del titolo di abate commendatore dell'abbazia premostratense di Genlis, nel comune di Villequier-Aumont.
Nel 1732 ricevette il premio poetico dell'accademia e, tre anni più tardi, pronunciò il discorso funebre del maresciallo Claude-Louis-Hector de Villars la cui vedova Jeanne-Angélique Roque de Varengeville si prodigò per farlo ammettere nell'Académie con un tale impegno che il vescovo Jean-François Boyer accettò di ritirare la propria candidatura e quella di Pierre-François Guyot Desfontaines fu messa ai voti. Nel 1736, Séguy fu ammesso nell'Accademia che gli riservò il seggio numero 36.
Le critiche alla procedura di nomina mosse da Pierre-François Guyot Desfontaines erano state superate, malgrado l'imbarazzo dello stesso Séguy, che desiderava più di ogni altra cosa essere dimenticato e per potersi ritirare a vita privata a Meaux.
Si spense a Meaux nel 1761 e fu sepolto nella cattedrale locale.

## Opere
- Oraison funèbre de très-haut et très-puissant Louis-Hector duc de Villars, pair et maréchal de France, Parigi 1735
- Discours académiques et poésies, Den Haag, 1736
- Panégyriques de Saints,m Parigi 1736
- Oraison funèbre de très-haut et très-puissant seigneur Monseigneur Henry de Thiard de Bissy, Parigi, 1737
- Sermons pour les principaux jours du Carême, Parigi, 1746.
- Les sermons complets et les oeuvres spirituelles choisies du P. Lafiteau, et les Oeuvres complètes de Séguy, in Jacques-Paul Migne, Collection intégrale et universelle des orateurs sacrés, volume 52, Migne, Parigi, 1855
- Nouvel essai de poésies sacrées, ou Nouvelle interprétation en vers de cantiques de l'Écriture et de pseaumes, Laurent Courtois, Meaux, 1756